# Taraxella sumatrana
Taraxella sumatrana is een spinnensoort in de taxonomische indeling van de springspinnen (Salticidae).
Het dier behoort tot het geslacht Taraxella. De wetenschappelijke naam van de soort werd voor het eerst geldig gepubliceerd in 1987 door Fred R. Wanless.